# کیفیت توان
کیفیت توان تناسب توان الکتریکی تحویلی به تجهیز مصرف‌کننده را مشخص می‌کند. سنکرون کردن (همزمانی) فرکانس و فاز ولتاژ به شبکهء برق اجازه می‌دهد تا بدون افت کیفیت قابل توجه عملکرد مطلوب را داشته باشد. بدون توان الکتریکی مناسب یک تجهیز الکتریکی ممکن است درست کار نکند یا خرابی نا به هنگام داشته باشد یا کلاً از کار بیفتد. دلایل و راه‌های زیادی برای افت کیفیت توان برق وجود دارد.
صنعت برق شامل تولید برق انتقال آن و در نهایت توزیع آن تا مصرف‌کنندهٔ نهایی است. برق از سیم‌ها عبور می‌کند تا بار نهایی را تغذیه کند.انتقال توان الکتریکی از تولید تا مصرف به پارامترهای مختلفی مانند: آب و هوا، تولید، تقاضا و … بستگی دارد که فرصت‌های زیادی برای افت کیفیت توان فراهم می‌آورد.
کیفیت توان بیشتر متوجه ولتاژ است تا توان یا جریان.

پایداری فرکانسی بعضی از شبکه‌های بزرگ برق

## معرفی
کیفیت توان بعضاً با میزان برخی شاخص‌ها توصیف می‌شود. مانند:
- استمرار عملکرد
- تغییر اندازهٔ ولتاژ
- جریان و ولتاژ گذرا
- میزان همسازهای توان الکتریکی متناوب

اگر به کیفیت توان به عنوان یک مشکل مطابقت نگاه کنیم:آیا تجهیزات متصل به شبکه با پیشامدهای شبکه تطابق دارد؟ مشکل مطابقت همیشه حد اقل دو راه حل دارد:قطع برق یا تجهیزات مقاوم تر بسازیم.
تحمل تجهیزات پردازش داده نسبت به تغییرات ولتاژ است اغلب توسط منحنی CBEMA، که مدت زمان و میزان تغییرات ولتاژ را به ما می‌دهد مشخص می‌شود. از مراجع عمومی کیفیت توان:
IEEE 1250-1995
IEEE 1100-1999
IEEE 446-1995
در حالت ایدئال شرکت برق ولتاژ متناوب را سینوسی و با اندازه و فرکانس مطابق با استاندارد ملی یا مشخصات سیستم با امپدانس صفر در همهٔ فرکانس‌ها عرضه می‌کند.
برخی از راه‌هایی که منجر به کاهش کیفیت توان می‌شود:
- تغییرات در دامنه یا RMS ولتاژ برای انواع مختلف تجهیزات مهم‌اند.
- هنگامی که ولتاژ RMS برای نیمی از تناوب تا ۱ دقیقه ۱۰ تا ۸۰٪، از ولتاژ اسمی بیشتر می‌شود این رویداد «متورم شدن» (سول) نام دارد.
- در «فرورفتن» (دیپ یا سگ) وضعیت بالعکس است:ولتاژ RMS برای مدت نیمی از تناوب تا ۱ دقیقه از ولتاژ اسمی ۱۰ تا ۹۰ درصد کمتر می‌شود.
- تغییرات تصادفی یا تکراری در RMS ولتاژ بین ۹۰ و ۱۱۰٪ اسمی می‌تواند منجر به یک پدیده شناخته شده به عنوان «سوسو زدن» در تجهیزات نورپردازی شود. سوسو زدن تغییرات قابل مشاهده سریع سطح نور است. تعریف مشخصات ولتاژ نوسانی که منجر به سو سو زدن قابل مشاهدهٔ نور می‌شود از موضوعات تحقیقات در حال انجام است.
- افزایش ناگهانی و بسیار کوتاه در ولتاژ را «آبشارها» یا «ضربه‌ها» یا «فراتاخت‌ها» گویند که عموماً با خاموش شدن بارهای بزرگ القایی یا به شکل بسیار قوی در رعد و برق یا کلید زنی ایجاد می‌شود.
- «افت ولتاژ» زمانی را گویند که ولتاژ برای مدت بیش از یک دقیقه کمتر از ۹۰٪ مقدار نامی شود. اصطلاح «نیمه خاموشی» توصیف مناسبی برای افت ولتاژ است که حالتی بین بار کامل و خاموشی دارد. این اصطلاح از کم نوری قابل ملاحظهٔ لامپ‌های رشته‌ای به هنگام اتصال کوتاه یا … گرفته شده‌است. در چنین شرایط یا بار کم می‌شود یا حاشیهٔ اطمینان بیشتر می‌شود.
- «اضافه ولتاژ» زمانی را گویند که ولتاژ برای مدت بیش از یک دقیقه بیشتر از ۱۱۰٪ مقدار نامی شود.
- تغییرات در فرکانس.
- اختلاف در شکل موج - معمولاً به عنوان هارمونیک.
- امپدانس فرکانس پایین غیر صفر. (وقتی یک بار توان بیشتری مصرف می‌کند)
- امپدانس فرکانس بالای غیر صفر.